# Mormolyca
Genre
Mormolyca est un genre d'orchidées comptant une vingtaine d'espèces originaires d'Amérique du Sud et d'Amérique Centrale.

## Synonymes
- Chrysocycnis Linden & Rchb. f.
- Cyrtoglottis Schltr.
- Maxillaria sect. Rufescens Christenson

## Liste d'espèces
- Mormolyca acutifolia  (Lindl.) M.A.Blanco, Lankesteriana 7: 531 (2007)
- Mormolyca aureoglobula  (Christenson) M.A.Blanco, Lankesteriana 7: 531 (2007)
- Mormolyca aurorae  D.E.Benn. & Christenson, Lindleyana 13: 74 (1998)
- Mormolyca calimaniana  (V.P.Castro) F.Barros & L.R.S.Guim., Neodiversity 5: 32 (2010)
- Mormolyca chacoensis  (Dodson) M.A.Blanco, Lankesteriana 7: 531 (2007)
- Mormolyca cleistogama  (Brieger & Illg) M.A.Blanco, Lankesteriana 7: 531 (2007)
- Mormolyca culebrica  Bogarín & Pupulin, Orchid Digest 74: 44 (2010)
- Mormolyca dressleriana  (Carnevali & J.T.Atwood) M.A.Blanco, Lankesteriana 7: 531 (2007)
- Mormolyca fuchii  J.T.Atwood, Selbyana 2: 343 (1978)
- Mormolyca gracilipes  (Schltr.) Garay & Wirth, Canad. J. Bot. 37: 482 (1959)
- Mormolyca hedwigiae  (Hamer & Dodson) M.A.Blanco, Lankesteriana 7: 531 (2007)
- Mormolyca lehmanii  (Rolfe) M.A.Blanco, Lankesteriana 7: 531 (2007)
- Mormolyca moralesii  (Carnevali & J.T.Atwood) M.A.Blanco, Lankesteriana 7: 531 (2007)
- Mormolyca peruviana  C.Schweinf., Amer. Orchid Soc. Bull. 13: 196 (1944)
- Mormolyca polyphylla  Garay & Wirth, Canad. J. Bot. 37: 485 (1959)
- Mormolyca pudica  (Carnevali & J.L.Tapia) M.A.Blanco, Lankesteriana 7: 531 (2007)
- Mormolyca richii  (Dodson) M.A.Blanco, Lankesteriana 7: 531 (2007)
- Mormolyca ringens  (Lindl.) Gentil, Pl. Cult. Serres Jard. Bot. Brux.: 124 (1907)
- Mormolyca rufescens  (Lindl.) M.A.Blanco, Lankesteriana 7: 531 (2007)
- Mormolyca sanantonioensis  (Christenson) M.A.Blanco, Lankesteriana 7: 531 (2007)
- Mormolyca schlimii  (Linden & Rchb.f.) M.A.Blanco, Lankesteriana 7: 531 (2007)
- Mormolyca schweinfurthiana  Garay & Wirth, Canad. J. Bot. 37: 485 (1959)
- Mormolyca sotoana  (Carnevali & Gómez-Juárez) M.A.Blanco, Lankesteriana 7: 531 (2007)
- Mormolyca suareziorum  (Dodson) M.A.Blanco, Lankesteriana 7: 531 (2007)
- Mormolyca tenuibulba  (Christenson) M.A.Blanco, Lankesteriana 7: 531 (2007)
- Mormolyca vanillosma (Christenson) J.M.H.Shaw, Orchid Rev. 118(1290, Suppl.): 41 (2010)